# فيرنون سميث
فيرنون سميث (بالإنجليزية: Vernon L. Smith)‏ من مواليد 3 أكتوبر 1918. تلقى تعليمة في هارفارد، وخلال السنوات 1956-1960 ظهرت اختلافات كثيرة في هذه التجربة الأصيلة، تغير العرض والطلب، ودراسة البيئة تحولات في الطلب أو العرض، بتغيير قواعد التجارة وتقديم الجوائز النقدية والتي تبين أن فرقا. أي تدريجيا أصبح مقتنعا بأن المواضيع دون قصد، كشفت لي الحقيقة الأساسية عن أسواق خارجية لأدب الاقتصاد. وقد وضع ما يسمى «نظرية دفع قيمة» 1963-65. يذكر في سيرته الذاتية بعد أنا لم أكتب أي متابعة لدفع القيمة الاقتصادية الأمريكية. باستثناء بعض الأهداف ضفاضه نشر لي كامل في اقتصاديات الموارد كنت بحزم العودة إلى التجارب وتشارلي مو جون وغيرهم خلق تجريبي اختيار الجمهور. قضيت في 1974-75 مع تعيين مشترك في معهد كاليفورنيا للتكنولوجيا وجامعة كاليفورنيا الجنوبية، كتبنا حتى لتجربتنا ميلر، وبلوت سميث (مجلة فصلية الاقتصاد 1977) يجب أن تكون أول ورقة علمية في الاقتصاد فتحت المؤلف المشارك)، تشارلي وكتبت رقتنا على مقارنة المؤسسات لاستعراض الدراسات الاقتصادية (1978) وبدأت التجارب التي من شأنها أن تؤدي إلى سلسلة من أوراق اختبار حافز الممتلكات العامة المختلفة ذات آليات جيدة (1977-1984). في عام 1974 قدمت حلقة دراسية في جامعة أريزونا.

## روابط خارجية
- فيرنون سميث على موقع الموسوعة البريطانية (الإنجليزية)
- فيرنون سميث على موقع مونزينجر (الألمانية)
- فيرنون سميث على موقع إن إن دي بي (الإنجليزية)